# 漕泾站
漕泾站是浦东铁路上的铁路车站，位于上海市金山区漕泾镇，建于2005年。目前该站不办理客运业务，货运仅办理上海化学工业区专用线业务。